# Kanton Malzéville
Malzéville is een voormalig kanton van het Franse departement Meurthe-et-Moselle. Het kanton maakte deel uit van het arrondissement Nancy.

## Geschiedenis
Op 22 maart 2015 werd het kanton opgeheven en werden de gemeenten Agincourt, Amance, Bouxières-aux-Chênes, Dommartin-sous-Amance, Eulmont, Laître-sous-Amance werden opgenomen in het op die dag gevormde kanton Le Grand Couronné, de gemeenten Bouxières-aux-Dames, Brin-sur-Seille, Custines en Lay-Saint-Christophe in het eveneens op die dag gevormde kanton Entre Seille et Meurthe en de hoofdplaats Malzéville werd overgeheveld naar het kanton Saint-Max.

## Gemeenten
Het kanton Malzéville omvatte de volgende gemeenten:
- Agincourt
- Amance
- Bouxières-aux-Chênes
- Bouxières-aux-Dames
- Brin-sur-Seille
- Custines
- Dommartin-sous-Amance
- Eulmont
- Laître-sous-Amance
- Lay-Saint-Christophe
- Malzéville (hoofdplaats)